# Georg Pohnert

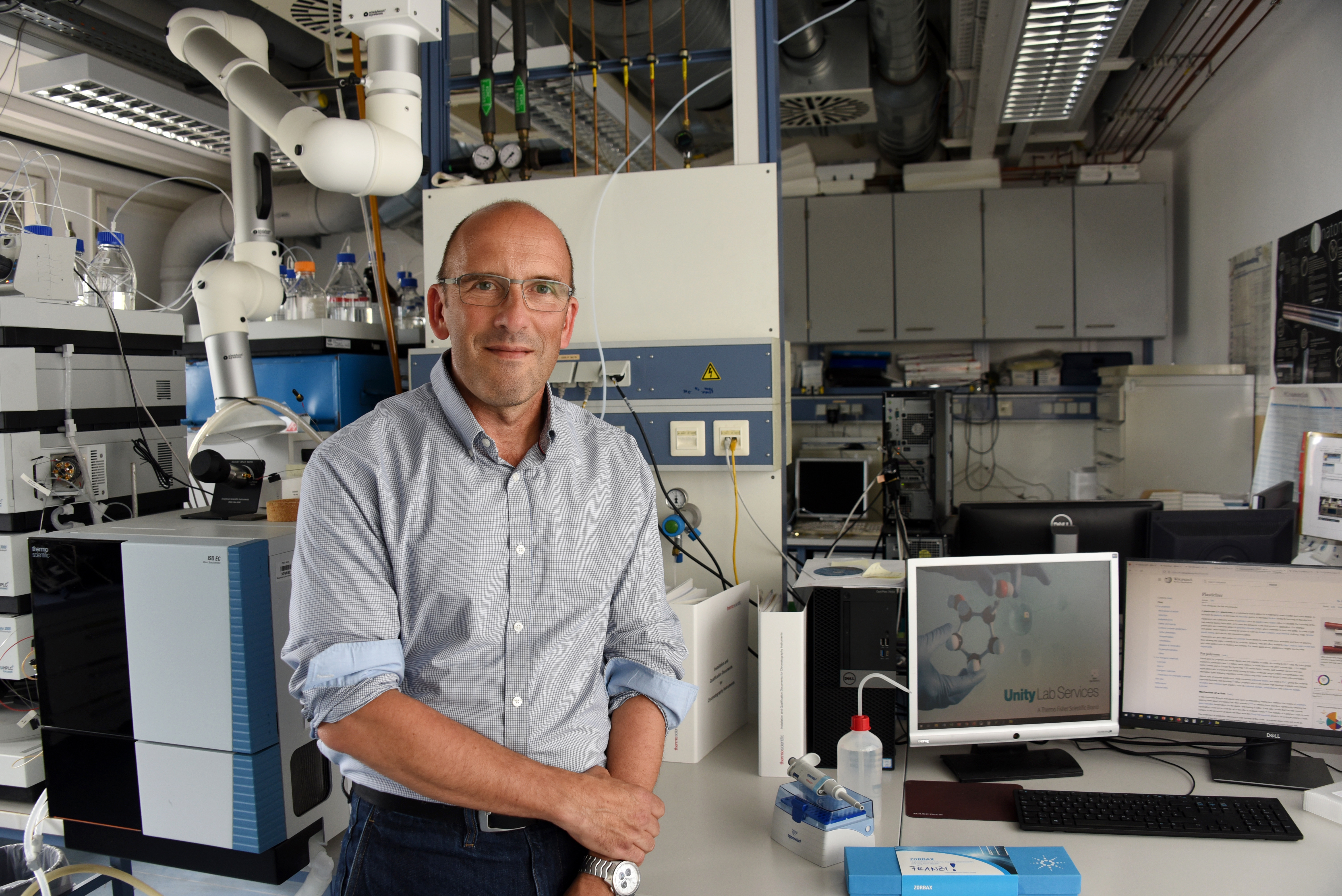
Prof. Dr. Georg Pohnert

Georg Pohnert (* 1968 in Gelnhausen) ist ein deutscher Chemiker. Er ist Professor an der Friedrich-Schiller-Universität Jena sowie Fellow und Leiter einer Forschungsgruppe am Max-Planck-Institut für chemische Ökologie in Jena.

## Werdegang
Georg Pohnert studierte Chemie an der Universität Karlsruhe. Danach wechselte er an die Universität Bonn und wurde dort, mit zwischenzeitlichem Forschungsaufenthalt an der University of Washington, in der Gruppe von Wilhelm Boland mit Arbeiten in den Gebieten der Naturstoffsynthese, chemischen Ökologie und Analytik promoviert. 1997 wechselte er als Postdoc an die Cornell University in Ithaca, wo er an der Charakterisierung von E. coli-Rezeptoren arbeitete. Anschließend wurde er als Gruppenleiter an das Max-Planck-Institut für chemische Ökologie in Jena berufen, wo er seine Forschungsarbeit über Abwehrreaktionen von Algen begann. Er habilitierte sich 2003 im Fach Organische Chemie.
2005 wurde er Assistenzprofessor für Organische Chemie am Institut für chemische Wissenschaften und Ingenieurwesen der Eidgenössischen Technischen Hochschule in Lausanne. Mit einer Lichtenberg-Professur, die ihm von der Volkswagenstiftung verliehen wurde, kam er 2007 an die Friedrich-Schiller-Universität Jena, wo er eine Professur für Bioorganische Analytik innehat.
Seit 2015 ist Georg Pohnert auch als Max-Planck-Fellow am Max-Planck-Institut für chemische Ökologie tätig, wo er ein Forschungsteam leitet, das sich mit der chemischen Regulierung der Populationsdynamik von Plankton beschäftigt. 2019 wurde er zum Vizepräsidenten für Forschung an der Friedrich-Schiller-Universität Jena gewählt. Von 2023 bis 2024 war er als Leiter der Friedrich-Schiller-Universität Jena Interimpräsident.

### Forschungsschwerpunkte
In seiner Forschung entwickelt Georg Pohnert analytische und chemisch-ökologische Zugänge zu Signalstoffen, die mikrobielle Gemeinschaften strukturieren. Ein Schwerpunkt liegt dabei in der Erforschung der Interaktion von marinen Mikroorganismen im Plankton und in Biofilmen. In seinen Arbeiten spielt die Skalierung von chemischer Kommunikation vom Einzelzellniveau bis hin zu biogeochemischen Prozessen eine zentrale Rolle. Georg Pohnert arbeitet maßgeblich an der Etablierung von Metabolomik-Methoden zur Charakterisierung von natürlichen Signalstoffen.

## Auszeichnungen und Preise
- 2005: Akademiepreis für Chemie der Akademie der Wissenschaften zu Göttingen
- 2005: Lichtenbergprofessur der Volkswagenstiftung
- 2006: Nachwuchswissenschafter-Preis für Naturstoffforschung der DECHEMA
- 2011: Lehrpreis der Friedrich-Schiller-Universität Jena
- 2015: Fellow der Max-Planck-Gesellschaft

## Publikationen (Auswahl)
- Y. Deng, M. Vallet, G. Pohnert: Temporal and Spatial Signaling Mediating the Balance of the Plankton Microbiome. In: Annual Reviews of Marine Science. Band 3, 2022, S. 239–260.
- M. Vallet, T. U. H. Baumeister, F. Kaftan, V. Grabe, A. Buaya, M. Thines, A. Svatos, G. Pohnert: The oomycete Lagenisma coscinodisci hijacks host alkaloid synthesis during infection of a marine diatom. In: Nat. Commun. Band 10, 2019, S. 4938.
- K. Thume, B. Gebser, L. Chen, N. Meyer, D.J. Kieber, G. Pohnert: The metabolite dimethylsulfoxonium propionate extends the marine organosulfur cycle. In: Nature. Band 563, 2018, S. 412.
- K. G. V. Bondoc, J. Heuschele, J. Gillard, W. Vyverman, G. Pohnert: Selective silicate-directed motility in diatoms. In: Nat. Commun. Band 7, 2016, S. 10540.
- J. Gillard, J. Frenkel, V. Devos, K. Sabbe, C. Paul, M. Rempt, D. Inze, G. Pohnert*, M. Vuylsteke, W. Vyverman*: Metabolomics enables the structure elucidation of a diatom sex pheromone. In: Angew. Chem. Int. Ed. Band 52, 2013, S. 854–857.
- A. Ianora, A. Miralto, S.A. Poulet, Y. Carotenuto, I. Buttino, G. Romano, R. Casotti, G. Pohnert, T. Wichard, L. Colucci-D'Amato, G. Terrazzano, V. Smetacek: Aldehyde suppression of copepod recruitment in blooms of a ubiquitous planktonic diatom. In: Nature. Band 429, 2004, S. 403–407.
- G. Pohnert, Wound‐activated chemical defense in unicellular planktonic algae. In: Angewandte Chemie. International. Edition 39, 2000, S. 4352–4354